# Poul Kjærholm
Poul Kjærholm f. Kjærholm Nielsen (8. januar 1929 i Østervrå – 18. april 1980 i Hillerød) var en dansk arkitekt, gift med professor Hanne Kjærholm. Uddannet snedker i Hjørring 1949 og afgang fra Kunsthåndværkerskolen 1952. 1955 lærer på Kunstakademiets Møbelskole og i 1977 udnævnt til professor efter Ole Wanscher. Kjærholm var med sit minimalistiske formsprog og brug af stål, glas og læder en fornem dansk repræsentant for den internationale funktionalisme; samtidig var han dybt forankret i dansk møbeltradition.
Kjærholms møbler produceredes til 1982 af E. Kold Christensen, derefter overvejende af PP Møbler og Fritz Hansen A/S i Allerød.
Blandt de mange også udenlandske udmærkelser kan nævnes Lunningprisen 1958 og Eckersberg Medaljen 1960. I 2006 (23. juni-24. september) holdt kunstmuseet Louisiana den første retrospektive udstilling af hans arbejder.

## Møbler, design m.m.
Folkelig blev Poul Kjærholm aldrig. Dog bør visse af hans møbler fremhæves pga. deres popularitet og relativt store udbredelse.
- 1952 PK25 – Poul Kjærholms afgangsopgave fra Kunsthåndværkerskolens møbelafdeling
- 1952 PK4 – en forenklet udgave af PK25
- 1957 PK22 – Hvilestolen
- 1959 PK33 – Skammelen
- 1961 PK91 – Foldestolen
- 1964 PK31 – produceres udelukkende i læder

Disse møbler samt mange andre fra arkitektens hånd produceres stadig.